# Billy Redden
Billy Redden, född 1956 i Rabun County, Georgia, medverkade som 16-åring i filmen Den sista färden, där han spelar pojken Lonny som sitter på verandan och spelar banjo. Han har också en roll som Banjo Man i filmen Big Fish.

## Filmografi
- 1972 - Den sista färden
- 2003 - Big Fish